# Cezary Wolf
Cezary Bogumił Wolf (ur. 12 lutego 1934 w Uniejowie, zm. 30 czerwca 2007) – polski inżynier i polityk, poseł na Sejm PRL IX kadencji.

## Życiorys
W 1957 uzyskał tytuł zawodowy magistra inżyniera budownictwa na Politechnice Gdańskiej, po czym przez szereg lat pracował w przedsiębiorstwach budowlanych w Koninie, Szczecinie i Kaliszu na różnych stanowiskach. W 1962 przystąpił do Stronnictwa Demokratycznego, z ramienia którego był m.in. radnym Wojewódzkiej Rady Narodowej w Kaliszu. Zasiadał we władzach miejskich i wojewódzkich SD. W 1972 ukończył studium podyplomowe na Politechnice Wrocławskiej z zakresu trwałości i ochrony budowli przed korozją. W 1982 objął funkcję pełnomocnika wojewody kaliskiego ds. budowy szpitala wojewódzkiego w Kaliszu. W 1985 uzyskał mandat posła na Sejm PRL IX kadencji w okręgu Kalisz z ramienia SD. Zasiadał w Komisji Budownictwa, Gospodarki Przestrzennej, Komunalnej i Mieszkaniowej oraz w Komisji Planu Gospodarczego, Budżetu i Finansów.
W wyborach w 1991 bez powodzenia ubiegał się o mandat poselski z ramienia SD w województwie kaliskim. Po odejściu z polityki, w 1995 obronił pracę doktorską na Wydziale Budownictwa Lądowego i Wodnego Politechniki Wrocławskiej pod tytułem Kryterium odkształceniowe mrozoodporności betonu.
Zajmował się żeglarstwem, był członkiem Yacht Klubu Polskiego w Kaliszu.
Został pochowany na cmentarzu parafialnym w Turku.